# New Girl/Staffel 5
Die fünfte Staffel der US-amerikanischen Sitcom New Girl feierte ihre Premiere am 5. Januar 2016 auf dem Sender FOX. Die deutschsprachige Erstausstrahlung der ersten 11 Episoden sendete der österreichische Free-TV-Sender ORF eins vom 30. Januar bis zum 10. April 2017. Die Episoden 12 bis 15 wurden beim deutschen Free-TV-Sender ProSieben vom 24. April bis zum 22. Mai 2017 ausgestrahlt, die restlichen Episoden dann beim Pay-TV-Sender ProSieben Fun vom 26. bis zum 31. Mai 2017. In den Vereinigten Staaten wurde die DVD zur fünften Staffel am 20. September 2016 veröffentlicht. In Deutschland ist die DVD zur fünften Staffel seit dem 24. Mai 2017 erhältlich.

## Darsteller
| Figur                                 | Darsteller       | Deutscher Sprecher |
| ------------------------------------- | ---------------- | ------------------ |
| Jessica „Jess“ Day                    | Zooey Deschanel  | Anja Stadlober     |
| Nicholas „Nick“ Miller                | Jake Johnson     | Tim Knauer         |
| Schmidt                               | Max Greenfield   | Robin Kahnmeyer    |
| Cecilia „Cece“ Schmidt (ehem. Parekh) | Hannah Simone    | Susanne Geier      |
| Winston Bishop                        | Lamorne Morris   | Tobias Nath        |
| Nebendarsteller                       |                  |                    |
| Robby                                 | Nelson Franklin  | Matti Klemm        |
| Aly Nelson                            | Nasim Pedrad     | Angela Ringer      |
| Principal Foster                      | Curtis Armstrong | Gerald Schaale     |
| Reagan                                | Megan Fox        | Luise Helm         |
| Outside Dave                          | Steve Agee       | Werner Böhnke      |
| Nadia                                 | Rebecca Reid     | Juliana Cukier     |
| Kim                                   | Gillian Vigman   | Svantje Wascher    |
| Sam Sweeny                            | David Walton     | Sascha Rotermund   |

## Episoden
| Nr. (ges.) | Nr. (St.) | Deutscher Titel            | Originaltitel                | Erstausstrahlung USA | Deutschsprachige Erstausstrahlung (A/D) | Regie                | Drehbuch                        | Zuschauer (USA) |
| --- | --------- | -------------------------- | ---------------------------- | -------------------- | --------------------------------------- | -------------------- | ------------------------------- | --------------- |
| 95 | 1         | Big Mama                   | Big Mama P                   | 5. Jan. 2016         | 30. Jan. 2017                           | Erin O’Malley        | Berkley Johnson                 | 3,33 Mio.       |
| Die Hochzeit von Cece und Schmidt steht bevor. Schmidt fragt Nick, ob er sein Trauzeuge sein will, Cece bittet Jess darum. Beide sagen ja und Nick erhält den Auftrag die Mutter von Cece am Flughafen abzuholen. Da er sie nicht kennt nimmt er fälschlicherweise eine andere indische Frau mit. Zur gleichen Zeit stürzt Jess bei den Vorbereitungen die Treppe hinunter und bricht sich diverse Knochen. Schmidt erfährt zufällig, dass Cece ihrer Mutter nicht gesagt hat wen sie heiraten will. Trotz aller Anstrengungen schaffen es Winston, Nick, Jess, Cece und Schmidt nicht, Ceces Mutter davon zu überzeugen, dass Schmidt der Richtige für Cece ist und dass sie in die Hochzeit einwilligt. |           |                            |                              |                      |                                         |                      |                                 |                 |
| 96 | 2         | Verliebt in Flip und Nancy | What About Fred              | 12. Jan. 2016        | 6. Feb. 2017                            | Eric Appel           | Matt Fusfeld & Alex Cuthbertson | 3,25 Mio.       |
| Nick und Schmidt sind nun offiziell gemeinsame Besitzer der Bar. Schmidt verlangt, dass Nick ein strengerer Chef ist und führt neue Regeln ein. Das Personal findet das gar nicht gut, Nick feuert Javier weil er das neue Arbeitsshirt nicht anziehen will, der Rest der Belegschaft beginnt daraufhin zu streiken bis Nick sich bei Javier entschuldigt. Schmidt sieht ein, dass er die Leitung der Bar Nick allein überlassen muss. Währenddessen versucht Jess eine Beziehung zu Fred aufzubauen. Sie lernt seine Eltern Flip und Nancy kennen und verbringt mehr Zeit mit ihnen als mit Fred, weil er ein Langweiler ist. Flip und Nancy stellen Jess vor die Wahl: entweder sie gibt sich auch mit Fred ab oder die Freundschaft zu ihnen ist vorbei. |           |                            |                              |                      |                                         |                      |                                 |                 |
| 97 | 3         | Cece gegen Nick            | Jury Duty                    | 19. Jan. 2016        | 13. Feb. 2017                           | Trent O’Donnell      | Josh Malmuth & Nina Pedrad      | 2,95 Mio.       |
| Jess wird als Geschworene aufgeboten und ist begeistert darüber. Nachdem sie aber erfährt, dass Schuldirektor Foster einen Unfall hatte und sie nun Schuldirektorin werden könnte, versucht sie verzweifelt aus der Geschworenenpflicht herauszukommen, was ihr aber nicht gelingt. Nick ärgert sich darüber, dass Cece ständig ein Chaos im Loft hinterlässt und Schmidt nichts dagegen sagt, was er bei ihm immer macht. Schmidt sieht als einzige Lösung, dass Cece die Loft-Vereinbarung unterschreibt, damit sie sich auch an die Regeln halten muss. Es stellt sich heraus, dass der wahre Grund für die Streitereien die Eifersucht zwischen Nick und Cece ist, weil sie Schmidt nun nicht mehr für sich alleine haben. |           |                            |                              |                      |                                         |                      |                                 |                 |
| 98 | 4         | Boutique-Hotel im Loft     | No Girl                      | 26. Jan. 2016        | 20. Feb. 2017                           | Elizabeth Meriwether | Rob Rosell                      | 2,84 Mio.       |
| Weil Nick nicht will, dass ein alter Schulfreund an der Junggesellen-Abschiedsparty von Schmidt teilnimmt, verspricht er Schmidt, dass sie in Tokio stattfinden wird. Da ihm das nötige Geld fehlt, vermietet er Jess’ Zimmer im Loft, die immer noch als Geschworene abwesend ist. Leider führt dies zu mehr Problemen als dass es Geld einbringt. Winston hat das Gefühl, dass seine Freundin ihn anlügt, weil er ein Foto von ihr mit einem anderen Mann gesehen hat. Er bittet Cece um Hilfe und kommt auf die Idee, ein Foto von ihm mit Cece an seine Freundin zu schicken. Dies hat aber nicht den gewünschten Effekt, weil sie deswegen Schluss mit ihm macht. |           |                            |                              |                      |                                         |                      |                                 |                 |
| 99 | 5         | Nicks Lebensplan           | Bob & Carol & Nick & Schmidt | 2. Feb. 2016         | 27. Feb. 2017                           | Jake Johnson         | Rob Rosell                      | 2,94 Mio.       |
| Nick erwartet Besuch von seinem Cousin Bob und seiner Frau Carol. Da die Millers dafür bekannt sind, dass sie immer Geld oder wertvolle Sachen wollen, räumt Nick alles weg. Es stellt sich dann heraus, dass sie einen anderen Wunsch haben: da Bob unfruchtbar ist wollen sie das Sperma von Nick. Als sie nach der Spende feststellen, dass sie auch kein Geld für die künstliche Befruchtung haben fragen sie Nick, ob er mit Carol ein Kind machen könne. Schmidt findet das Ganze nicht gut, weil es nicht dem Lebensplan entspricht, den er für Nick erstellt hat. Winston begleitet Cece zur Auswahl des Brautkleids. Dabei konsumieren sie ein wenig viel Champagner und als sie zu Hause wieder nüchtern werden, stellen sie fest was für ein schreckliches Brautkleid sie ausgewählt haben. Ein Umtausch ist aber nicht möglich. |           |                            |                              |                      |                                         |                      |                                 |                 |
| 100 | 6         | Reagan                     | Reagan                       | 9. Feb. 2016         | 6. März 2017                            | Trent O’Donnell      | Kim Rosenstock                  | 3,10 Mio.       |
| Schmidt ist eifersüchtig, weil Cece in der Bar mit Gästen flirtet. Er führt dies darauf zurück, dass Cece jung und hübsch ist. Nick beweist ihm das Gegenteil; es gibt auch weibliche Gäste, die mit ihm flirten. Um noch mehr anzugeben, hebt er ein Bierfass auf den Tresen. Danach hat er so starke Schmerzen, dass ihn Winston ins Krankenhaus bringen muss. Dort treffen sie auf Reagan, die als Pharma-Vertreterin arbeitet. Da sie nach einer Bleibe sucht, bietet Nick ihr das Zimmer von Jess an. Es braucht einige leere Versprechungen bis Reagan mitkommt. Als sie im Loft ankommen, stellt sich heraus, dass Cece und Reagan sich von früher kennen. Sie hatten sogar eine Affäre miteinander. Schmidt dreht deswegen nun komplett durch und Nick muss sich eingestehen, dass er sich in Reagan verknallt hat. Reagan läuft aber ob den chaotischen Mitbewohnern davon und es braucht einiges an Überzeugungsarbeit, bis sie wieder zurückkehrt. |           |                            |                              |                      |                                         |                      |                                 |                 |
| 101 | 7         | Die Perücke                | Wig                          | 16. Feb. 2016        | 13. März 2017                           | Christine Gernon     | David Feeney                    | 2,80 Mio.       |
| Nick ist total verwirrt und eingeschüchtert sobald Reagan im Loft auftaucht. Er flüchtet deswegen immer zu Schmidt und Cece ins Zimmer. Um ihn loszuwerden und noch weiter zu verwirren, behaupten sie, dass Reagan eine Perücke trägt. Er merkt aber schnell, dass sie in reingelegt haben. Winston begegnet Reagan beim Joggen im Park. Dort treffen sie auf Camilla, ihre aktuelle Freundin, die nicht weiß, dass Reagan in der Stadt ist. Reagan will eigentlich mit ihr Schluss machen, weiß aber nicht wie. Winston gibt ihr ein paar Tipps wie man es mit Anstand macht. |           |                            |                              |                      |                                         |                      |                                 |                 |
| 102 | 8         | Wer kriegt Reagan?         | The Decision                 | 23. Feb. 2016        | 20. März 2017                           | Trent O’Donnell      | Luvh Rakhe                      | 2,68 Mio.       |
| Da sich Nick und Winston nicht entscheiden können, wo sie zum Brunch hingehen sollen und was sie essen werden, regt sich Reagan extrem auf. Um sie zu zwingen, einmal eine Entscheidung zu treffen, sagt sie, dass sie mit einem von beiden schläft, wenn sie sich bis am Abend um 21 Uhr entscheiden können, wer es ist. Ein irrer Wettstreit zwischen Nick und Winston beginnt. Reagan verwirrt dabei Nick noch mehr, indem sie ihn in Diskussionen verstrickt. Winston holt Rat bei Aly und merkt dabei, dass sie ihn mag und er sie auch. Cece und Schmidt besichtigen verschiedene Locations, wo sie ihre Hochzeit feiern wollen. Schließlich landen sie vor dem sehr teuren Hotel Lisbon, das sie sich eigentlich gar nicht leisten können. Es hätte genau noch einen freien Termin, für den sich aber auch Benjamin und Mimi, alte Bekannte von Schmidt und Cece, beworben haben. Sie beginnen ein Wettrennen um die Bewerbung, bis ihnen Philip, der Hotelmanager, klarmacht, dass es nicht darum geht, wer die Bewerbung schneller ausfüllt. |           |                            |                              |                      |                                         |                      |                                 |                 |
| 103 | 9         | Hitzewelle                 | Heat Wave                    | 1. März 2016         | 27. März 2017                           | Erin O’Malley        | Matt Fusfeld & Alex Cuthbertson | 2,61 Mio.       |
| Wegen der großen Hitze bastelt sich Nick ein Kühlsystem aus Ventilatoren und einem Planschbecken mit Eiswürfeln. Er versucht Reagan damit zu beeindrucken, aber sie hat sich eine Klimaanlage gekauft und installiert sie in ihrem Zimmer. Sie lädt alle Mitbewohner zu sich ein, aber Nick will nicht, weil er immer noch nicht zugeben kann, dass er in sie verknallt ist. Daraufhin entbrennt ein Streit darüber, wer nun in wen verknallt ist der darin gipfelt, dass sie beginnen am Sicherungskasten herumzuspielen, bis sie einen Kurzschluss verursachen. Als sie im Keller versuchen den Kurzschluss zu reparieren, können sie endlich offen mit ihren Gefühlen umgehen. Cece hat ein Vorsprechen als Moderation will aber nicht hingehen, weil sie Angst hat. Winston regt sich darüber auf, dass Schmidt sich passiv verhält anstatt Cece zu motivieren. Er muss ihm klarmachen, dass Cece seine Unterstützung braucht. |           |                            |                              |                      |                                         |                      |                                 |                 |
| 104 | 10        | Gänsehaut-Abschied         | Goosebumps Walkaway          | 8. März 2016         | 3. Apr. 2017                            | Trent O’Donnell      | Berkley Johnson                 | 2,65 Mio.       |
| Als Reagan in ihr Zimmer geht, trifft sie auf Jess, die von ihrem Geschworenendienst zurück ist. Kurz darauf tritt Nick in Unterhosen ins Zimmer. Doch Jess stört es nicht, dass zwischen den beiden etwas läuft, da sie sich in einen Mitgeschworenen verliebt hat. Sie weiß allerdings nicht, wie er heißt, da Geschworene dies nicht wissen dürfen. Reagan, Nick und Winston helfen ihr dabei, den Mann trotzdem zu finden. Währenddessen versucht Nick auch, Reagan einen Gänsehaut-Abschied zu bescheren, hat aber wieder mal keinen Plan. Winston erwähnt, dass er am Abend in seinen Tanztreff geht. Cece merkt an, dass sie und Schmidt noch ein wenig Unterricht brauchen könnten, da ihr Hochzeitstanz bevorsteht. Also begleiten sie Winston, doch Schmidt hat so seine Probleme damit wie dort getanzt wird, weil er ein Perfektionist ist. |           |                            |                              |                      |                                         |                      |                                 |                 |
| 105 | 11        | Alle am Durchdrehen        | The Apartment                | 15. März 2016        | 10. Apr. 2017                           | Christine Gernon     | Nina Pedrad                     | 2,30 Mio.       |
| Jess ist wütend auf die neue Schulleiterin Becky, weil sie ihre Arbeit machen muss. Dabei wollte sie Cece beim Packen helfen, die nun zu Schmidt ins Loft zieht. Cece kann sich aber nicht entscheiden, was sie mitnehmen und was wegwerfen soll und Jess kommt unter Druck, weil Becky anruft, um ihr mitzuteilen, dass sie das Budget bis morgen braucht. Wenn sie aber nicht rechtzeitig mit dem Auszug fertig werden verliert Cece die Kaution. Als Becky wieder anruft, nimmt Cece das Telefon entgegen und sagt ihr, dass Jess nicht mehr ihre Arbeit macht und kündigt. Winston will einen neuen Partner bei der Polizei, weil er meint, er könne nicht mehr mit Aly zusammen arbeiten, da er in sie verliebt ist. Als ein Exhibitionist in der Bar auftaucht, ruft Schmidt Winston zu Hilfe, der mit seinem tolpatischigen neuen Partner kommt. Kurz darauf treffen auch Aly und ihre neue Partnerin in der Bar ein und ein Disput entbrennt. Als der Mann zum zweiten Mal in der Bar auftaucht und sich entblößt, versuchen die beiden Männer ihn zu verhaften, doch er kann fliehen. Doch er kommt nicht weit, denn draußen erwischen ihn die beiden Frauen. |           |                            |                              |                      |                                         |                      |                                 |                 |
| 106 | 12        | Tag der Entscheidungen     | D-Day                        | 22. März 2016        | 24. Apr. 2017                           | Michael Schultz      | Josh Malmuth                    | 2,25 Mio.       |
| Die Vorbereitungen für die Hochzeit von Cece und Schmidt laufen auf Hochtouren. Cece kann jedoch nicht helfen, da sie den Job als Moderatorin erhalten hat. Also anerbietet sich Jess Schmidt zu helfen. Da Schmidt zu Hause eine Anprobe für den Smoking hat, zieht Jess alleine los. Dank einem Helm mit einer GoPro-Kamera kann Schmidt jederzeit live dabei sein, bis er wegen Übermüdung auf dem Sofa einschläft. Aufgrund eines Missverständnisses landet Jess deshalb in der Weinhandlung von Schmidts Vater Gavin. Ohne zu wissen wer er ist, beginnt Jess mit ihm zu flirten und küsst ihn, erst zu Hause erfährt sie dann die Wahrheit. Winston und Nick streiten sich darüber, wer den anstrengenderen Job hat. Also lässt Nick Winston die Büroarbeit in der Bar machen, wobei Winston schnell feststellt, dass es doch nicht so einfach ist wie er es sich vorgestellt hat. Darum lädt Winston Nick ein, mit ihm auf Streife zu gehen, damit Nick sieht, dass auch sein Job anspruchsvoll ist. |           |                            |                              |                      |                                         |                      |                                 |                 |
| 107 | 13        | Nochmal Sam                | Sam, Again                   | 29. März 2016        | 8. Mai 2017                             | Steve Welch          | Ethan Sandler & Adrian Wenner   | 2,21 Mio.       |
| Jess hat eine neue Stelle gefunden. Am ersten Tag stellt sich heraus, dass die Schulleiterin die neue Freundin von Sam ist. Da die Beziehung von Jess mit ihm damals im Unfrieden zu Ende gegangen ist, hegt er immer noch einen Groll auf sie und Nick, der Jess damals geküsst hat und dafür einen Schlag von Sam einstecken musste. Er verlangt, dass Nick sich bei ihm entschuldigt, aber Nick will nicht. Sam meint zwar, dass er sich verändert hat, aber er empfindet das Nein von Nick als Provokation und schlägt ihn wieder. Obwohl Jess versucht zu deeskalieren, lässt Sam sich nicht bremsen und zeigt, dass er nicht der ist der er zu sein scheint. Daraufhin macht seine neue Freundin Schluss mit ihm. Jess will sich bei ihm dafür entschuldigen, aber nun will er die Entschuldigung nicht akzeptieren. Nick zeigt Anzeichen einer Erkältung. Da Schmidt eine wichtige Präsentation hat und seine Chefin niesende Leute nach Hause schickt, sperrt er ihn zusammen mit Cece, die ebenfalls niesen musste, in Nicks Zimmer. Später gesellt sich auch noch Winston zu ihnen, aber er spielt nur krank, weil er Angst vor einem Date hat. Leider misslingt die Übung von Schmidt, weil er genau während der Präsentation auch beginnt zu niesen. |           |                            |                              |                      |                                         |                      |                                 |                 |
| 108 | 14        | 100 Meter                  | 300 Feet                     | 12. Apr. 2016        | 15. Mai 2017                            | Trent O’Donnell      | Sophia Lear                     | 2,65 Mio.       |
| Nick ärgert sich darüber, dass die neue Bar in der Nähe einen Parkservice hat und dabei die Parkplätze vor ihrer Bar auch benutzt. Schmidt und Nick wollen bei einem Besuch die Situation klären, da sich Nick aber nicht daran hält, dass nur Schmidt mit der Besitzerin spricht, eskaliert die Situation. Danach sinnen sie auf Rache, weil sie meinen, dass sie etwas bei ihnen zerstört hat, aber der Schuss geht nach hinten los. Bald sehen sie sich mit der Situation konfrontiert, dass sie nun gar keine Gäste mehr haben. Doch Nick lässt sich nicht unterkriegen und findet eine Lösung. Obwohl er Schmidt beim Treffen nicht dabei haben will kommt er doch und lobt Nick, weil er einen guten Job macht. Sam hat ein Kontaktverbot gegen Jess erwirkt. Obwohl Winston ihr davon abrät, will Jess ihm trotzdem einen Brief geben, in dem sie alles erklärt. Aber als sie vor dem Krankenhaus ist, taucht Sam auf und sie versteckt sich auf der Ladebühne eines Pickups ohne zu wissen, dass es der von Sam ist. Als er in eine Waschstraße fährt, versucht zu flüchten, landet aber auf der Frontscheibe. Zuerst beginnen sie zu streiten, aber bald stellen beide fest, dass da immer noch Gefühle für den Anderen vorhanden sind. Daran kann auch Winston nichts ändern, der das Kontaktverbot versucht durchzusetzen. |           |                            |                              |                      |                                         |                      |                                 |                 |
| 109 | 15        | Jeff Day                   | Jeff Day                     | 19. Apr. 2016        | 22. Mai 2017                            | Jay Chandrasekhar    | Joe Wengert                     | 2,09 Mio.       |
| Winstons neue Freundin Rhonda ist gerne zu Späßchen aufgelegt. Sie spannt ihn ein, um den anderen Streiche zu spielen, die zeitweise doch ziemlich derb sind. So werden auch Schmidt und Cece Opfer von ihr. Schließlich heiraten Winston und sie, um die anderen zu schocken. Aber dieses Mal geht es gewaltig daneben, weil Rhonda zum versprochenen Annullierungstermin nicht auftaucht. Nun ist Winston das Opfer. Jess will sich ein neues Auto kaufen, aber der Verkäufer ist ein Mensch, der Frauen und Autos nicht so sieht. Also nimmt sie als „Jeff Day“ per Mail mit ihm Kontakt auf. Alles läuft gut, bis sie dann doch noch persönlich beim Verkäufer vorbeigehen sollte um den Kaufvertrag zu unterschreiben. Damit ihre Tarnung nicht auffliegt bittet sie Nick sich als ihr Mann „Jeff Day“ auszugeben. Er vermasselt es natürlich, weil er sich vom Verkäufer zu einem größeren Wagen überreden lässt. Als dann noch Sam auftaucht, beginnt er wieder mit Nick zu streiten, statt Jess zu helfen. Also hilft sie sich selbst, indem sie mit den drei Männern eine Probefahrt mit dem Wagen macht, den sie kaufen will und sie dabei fast zum Wahnsinn treibt. |           |                            |                              |                      |                                         |                      |                                 |                 |
| 110 | 16        | Der Sextraum               | Helmet                       | 19. Apr. 2016        | 26. Mai 2017                            | Josh Greenbaum       | Sarah Nevada Smith              | 1,75 Mio.       |
| Obwohl Jess nun mit Sam zusammen ist, hat sie einen Sextraum mit Nick. Sie erzählt Cece davon und dann entschließt sie sich, alles was sie an Nick erinnert, wegzuwerfen. Darunter ist auch ein Footballhelm, der Nick ihr geschenkt hat. Nick bekommt aber die Aktion mit, weil er den Helm draußen bei Outside Dave sieht. Er nimmt ihn mit und fragt Jess, weshalb sie ihn weggeworfen hat. Weil Cece und Jess schlecht lügen können, findet er bald heraus, weshalb. Jess will Nick beweisen, dass der Helm ihr doch etwas bedeutet und zieht ihn an. Als sie ihn wieder ausziehen will, geht es nicht mehr, dabei stellt sich heraus, dass es ein Kinderhelm ist, den Nick von seinem Vater geschenkt bekommen hat. Nun kann sie nicht an das Essen mit Sam und seinen Eltern. Winston hat eine Einladung zum Brunch mit Aly und ihrem neuen Freund. Schmidt schlägt vor, ihn zu begleiten. Im Gespräch stellt sich heraus, dass Tripp Manager für Katzen ist und seine Katze Peaches für den neuen Avatar-Film vorgesehen ist. Winston findet aber, dass seine Katze Furguson genau so geeignet wäre und Schmidt versucht, das Casting der Katzen zu Gunsten von Winston zu sabotieren. |           |                            |                              |                      |                                         |                      |                                 |                 |
| 111 | 17        | Roadtrip                   | Road Trip                    | 26. Apr. 2016        | 29. Mai 2017                            | Trent O’Donnell      | Noah Garfinkel                  | 2,42 Mio.       |
| Schmidt und Cece geraten in eine unangenehme Situation, als sie mit dem Wagen unterwegs sind. Ein anderer Automobilist bedroht sie, obwohl er im Unrecht war. Schmidt fühlt sich hilflos, weil er das Gefühl hatte, er konnte Cece nicht beschützen. Er beschließt, zusammen mit Nick, Winston, seinem Bruder Big Schmidt, Robby und Cronkite einen Trip nach Las Vegas zu machen, um seinen Junggesellenabschied zu feiern und abschalten zu können. Sie stranden in der Wüste und landen in einer Bar, wo sie schnell einen Konflikt mit den Einwohnern heraufbeschwören. Nick findet, solche Sachen muss man wie Männer draußen austragen, aber sie bekommen ziemlich etwas ab. Winston hat die ganze Zeit eine Antwort von Jess erwartet, die mit Aly und ihrem Freund unterwegs war. Weil Big Schmidt ihm aber sein Handy weggenommen hat, erfährt er erst nach der Schlägerei, dass Aly wieder Single ist. Während sich alle entschließen, nun weiter zu fahren, bleibt Big Schmidt in der Wüste, weil er eine Frau kennengelernt hat. |           |                            |                              |                      |                                         |                      |                                 |                 |
| 112 | 18        | Ein chilliger Tag          | A Chill Day In               | 26. Apr. 2016        | 29. Mai 2017                            | Erin O’Malley        | Sarah Tapscott                  | 1,87 Mio.       |
| Während die Männer auf ihrem Ausflug sind, hat Jess eine Überraschung für Cece vorbereitet. Dazu gehört auch eine Bong und gutes Gras. Als sie ziemlich high am fernsehen sind, klingelt es an der Türe und ein Bote bringt ein Paket. Es ist das erste Geschenk der Hochzeitsliste. Da sie neugierig sind, packen sie es aus. Es ist ein Brotbackautomat und auf der Karte hat es Bemerkung von Schmidts Mutter, dass Cece nicht kochen kann. Wütend darüber zerstören sie das Gerät, als Schmidt anruft um Cece mitzuteilen, dass das Paket gekommen ist und er wisse was es ist. Nun stehen sie vor dem Problem, dass sie das Gerät ersetzen müssen. Also gehen sie in die Mall, um einen neuen Brotbackautomat zu kaufen. Das Problem ist aber, dass er 1200 Dollar kostet und sie nicht so viel Geld haben. Zudem hat das Geschäft nur das Ausstellungsmodell, welches unverkäuflich ist. Also entschließen sie sich, das Gerät zu stehlen. Aly und ihr Freund Tripp sind auch im Geschäft und Jess bekommt mit, dass sie sich streiten. Als sich Aly abwendet meint Jess, sie hätten sich gerade getrennt und schickt Winston eine SMS. Sie schleichen mit der Beute aus dem Laden, da kommt ihnen Aly in die Quere, die nun Anschluss sucht. Die drei werden vom Kaufhaus-Cop geschnappt und in Handschellen gelegt. Durch eine List gelingt ihnen aber die Flucht. Als sie zu Hause mit Aly weiter feiern wollen tauchen plötzlich die Männer auf, sie sind nicht nach Vegas wegen Winston, der ja meint, Aly sei nun Single. Cece und Jess können nicht verhindern, dass er ihr gesteht, in sie verliebt zu sein. Aly klärt ihn auf, dass sie nur Streit hatten. Winston will sich schon in sein Zimmer verkriechen, als ihm einfällt, dass Aly heute ja ihr 5-jähriges Jubiläum als Polizistin hat und er ihr dazu gratuliert. Aly ist davon so erfreut, dass sie Winston spontan küsst. |           |                            |                              |                      |                                         |                      |                                 |                 |
| 113 | 19        | Das Brautkleid             | Dress                        | 3. Mai 2016          | 30. Mai 2017                            | Trent O’Donnell      | David Feeney & Josh Malmuth     | 2,27 Mio.       |
| Jess sollte eigentlich das Brautkleid von Cece schon lange anpassen, aber irgendwie ist sie nicht vorwärts gekommen. Obwohl sie weiß, dass sie es nicht schafft, verspricht sie Cece dass es bis am nächsten Tag fertig ist. Schmidt kommt ihr zu Hilfe, indem er sie zu sich ins Geschäft einlädt, wo er auf der Herrentoilette sein Hochzeits-Planungs-Büro eingerichtet hat. Doch die Chefin von Schmidt kommt dahinter und kündigt ihm. Dank der Hilfe von Jess bekommt Schmidt aber seinen Job wieder zurück, weil sie für die Kinder von seiner Chefin einen Platz an ihrer Schule organisieren kann. Schließlich findet sie auch noch eine Lösung für Ceces Brautkleid, sie dreht es von außen nach innen. Nick will Reagan an die Hochzeit einladen, aber sie antwortet nicht auf seine SMS. Er bittet Cece, aber auch sie erhält nichts. Da versucht er es mit einem Wegwerf-Handy, prompt reagiert Reagan und will wissen, wer da schreibt. Nick verstrickt sich immer mehr in Lügen mit weiteren Wegwerf-Handys, bis Cece ihm rät, er solle doch die Wahrheit sagen, auch dass er sie vermisst. Reagan antwortet prompt, sie vermisst Nick auch, aber wegen der Arbeit kann sie nicht an die Hochzeit kommen. Da Winston und Aly nun ein Paar sind will sie, dass sie sich auf der Arbeit nur wie Kollegen verhalten. Winston hat Mühe damit, zudem macht Aly ihn vor allen Kollegen lächerlich. Als ein Kollege sie in der Asservatenkammer beim Küssen erwischt, versucht er sie zu erpressen, damit er schweigt. Aly sieht keinen anderen Ausweg, als vor versammelter Mannschaft zu sagen, dass Winston und sie ein Paar sind. Daraufhin werden sie von ihrem Chef getrennt, da er nicht will, dass sie als Paar auf Streife gehen. |           |                            |                              |                      |                                         |                      |                                 |                 |
| 114 | 20        | Unzustellbar               | Return To Sender             | 3. Mai 2016          | 30. Mai 2017                            | Russ Alsobrook       | Veronica McCarthy               | 1,88 Mio.       |
| Sam hat Geburtstag und gibt in der Bar eine Party. Jess lernt deshalb alle Namen und Geschichten der Gäste, die sie nicht kennt, auswendig. Da weist Sam sie darauf hin, dass sie noch einen weiteren Namen lernen muss: Diane, eine alte Studienkollegin von Sam. Wie sich herausstellt, war und ist Diane in Sam verliebt, konnte es ihm aber nie sagen. Also hatte sie einen Brief geschrieben aber nie Antwort erhalten. Erst kürzlich bekam sie den Brief wieder zurück, da er unzustellbar war. Da sie sieht, wie glücklich Sam mit Jess ist, gibt sie den Brief ihr und überlässt es ihr, ob sie ihn Sam geben will. Zuerst will sie ihn vernichten, aber Cece rät ihr, es nicht zu tun. Also überrascht sie am nächsten Tag Sam damit, dass sie ihn zu Diane bringt, damit sie sich aussprechen können. Als sie später wieder zu Hause ist, rechnet sie nicht mehr damit, dass Sam zurückkehrt. Aber sie hat sich getäuscht. Schmidts Vater Gavin will für die Hochzeit den Wein offerieren und macht deshalb eine Verkostung mit ihm und Nick. Nick ist skeptisch, weil Schmidt schon oft von seinem Vater enttäuscht und versetzt wurde. Als er ihn dann noch zum Essen am Abend einlädt, redet Nick Gavin ins Gewissen, dass er seinen Sohn nicht mehr enttäuschen soll. Prompt wartet Schmidt dann über eine Stunde auf seinen Vater und als Nick auftaucht und ihn mitnehmen will, kommt Gavin doch noch mit einer abenteuerlichen Ausrede, weil er in der Lagerhalle war, wo Schmidt und Cece ihre Hochzeitsfeier abhalten wollen. Aber er verspricht, dass er sich bessert und bietet an, dass die Hochzeit auf seinem Weingut stattfinden soll. Schmidt ist damit einverstanden. |           |                            |                              |                      |                                         |                      |                                 |                 |
| 115 | 21        | Der Ring                   | Wedding Eve                  | 10. Mai 2016         | 31. Mai 2017                            | Trent O’Donnell      | Nina Pedrad & Kim Rosenstock    | 2,34 Mio.       |
| Die Hochzeit steht kurz bevor, Schmidts Mutter ist mit ihrer Freundin auch schon da. Wie es sich gehört, dürfen Braut und Bräutigam die letzte Nacht nicht zusammen verbringen. Cece geht zu Jess ins Zimmer, Nick ist mit Schmidt zusammen. Auf Jess‘ Bett liegt noch das Jackett von Sam, als sie es zur Seite legen will, fällt eine kleine Ringschatulle hinaus. Neugierig öffnet sie sie und findet darin einen Verlobungsring. Sie ist total aus dem Häuschen, dass Sam ihr genau jetzt einen Antrag machen will. Cece rät ihr, sofort mit Sam darüber zu sprechen, aber sie getraut sich nicht. Schmidt sucht derweil seinen USB-Stick, wo er sein Hochzeitgelübde gespeichert hat. Da Nick auch nicht weiß, wo er ist, fragen sie Winston. Er erinnert sich, dass er vorhin hinuntergefallen sein könnte und findet Resten davon in seiner Schuhsohle, weil er darauf getreten ist. Nun versucht Nick Schmidt zu helfen, dass Gelübde wieder in Erinnerung zu rufen, aber Schmidt weiß nur noch den ersten Satz. Cece hat Jess solange bedrängt, dass sie nun mit Sam sprechen will, aber als er vor ihr steht, versagt sie. Stattdessen schlägt sie vor „True American“ zu spielen um davon abzulenken. Währenddessen taucht auch Coach auf und Schmidts Mutter beschwert sich über den Lärm. So hören sie auf zu spielen und Jess will nun mit Sam sprechen, er auch mit ihr. Nur stellt sich heraus, dass der Ring nicht für Jess war und Sam Schluss mit ihr machen will. Winston ist zwischenzeitlich zu Aly gegangen, die früh wegging und Winston meint deshalb, es sei seine Schuld gewesen. Aber sie hatte nur eine Magenverstimmung und wollte deswegen nach Hause. |           |                            |                              |                      |                                         |                      |                                 |                 |
| 116 | 22        | Braut ohne Bräutigam       | Landing Gear                 | 10. Mai 2016         | 31. Mai 2017                            | Luvh Rakhe           | Erin O’Malley                   | 2,17 Mio.       |
| Am Tag der Hochzeit ist Schmidt plötzlich verschwunden. Es stellt sich heraus, dass er auf dem Weg nach Portland ist um Ceces Mutter zu überzeugen, doch an der Hochzeit teilzunehmen. Doch das Flugzeug steckt wegen eines Defekts am Flughafen fest und Schmidt kann nicht aussteigen, damit er rechtzeitig an der Hochzeit ist. Zu Hause überrascht Reagan Nick mit ihrem Besuch, weil sie ihre Beziehung festigen will. Jess hat ein Problem damit, weil sie nach der Trennung von Sam gemerkt hat, dass sie immer noch Gefühle für Nick hat und die Anwesenheit von Reagan alles durcheinander bringt. Nachdem Schmidt noch immer feststeckt bittet Jess Winston die Hochzeit zu sabotieren, obwohl er gesagt hat, er tue sowas nie mehr. Aber ihr bleibt nichts anderes übrig, damit es eine Möglichkeit gibt, die Trauung solange hinauszuzögern, damit Schmidt eine Chance hat, doch noch dabei zu sein. Der Plan von Winston misslingt aber und so feiern sie die Hochzeit ein erstes Mal, indem Schmidt virtuell per Video teilnimmt. Als Schmidt dann endlich aus Portland zurückkehrt feiern sie die Hochzeit ein zweites Mal im Loft. |           |                            |                              |                      |                                         |                      |                                 |                 |